# Raorchestes coonoorensis
Raorchestes coonoorensis (лат.) — вид бесхвостых земноводных из семейства веслоногих лягушек, эндемичный для Западных Гат (Индия). Известен из своей типовой местности, Симс-Парк в Кунуре (отсюда и видовое название), с дополнительным наблюдением из Котагири; оба места находятся в штате Тамилнад. Вид встречается на высоте от 1780—1850 м над уровнем моря.

## Таксономия
Raorchestes coonoorensis была описана в 2009 году как Philautus coonoorensis исследователями Сатьябхама Дас Бижу и Franky Bossuyt (наряду с 11 другими родственными видами веслоногих лягушек из Западных Гат), с использованием как молекулярной филогенетики, так и морфологии. Судя по молекулярным данным, его ближайшими родственниками являются Raorchestes charius и Raorchestes griet; их можно легко различить по морфологическим признакам. Более поздний молекулярный анализ привел к перемещению вида из рода Philautus в род Raorchestes.

## Описание
Raorchestes coonoorensis — маленькая лягушка. Были собраны только самцы; пять самцов в типовой серии длиной 20,7—23,8 мм от кончика рыла до отверстия клоаки. Рыло длинное (длиннее горизонтального диаметра глаза), барабанная перепонка довольно отчетливая. Тело стройное, задние конечности относительно длинные. Передние конечности не имеют перепонок, но имеют боковые кожные бахромы; пальцы ног слегка перепончатые. На спине есть шиповидные выступы, а большая часть дорсальных поверхностей неровная с некоторыми зернистыми выступами. Верхние веки с выступающими роговыми шипиками, а по бокам головы неровные выступающие бугорки. Спина светло-красновато-коричневая, серая или светло-серая, со светло-черной полосой между глазами и парой коричневых вогнутых полос, идущих от задней части глаза к отверстию клоаки. Области между глазами и ноздрями, а также барабанные области коричнево-черные, а верхняя и нижняя челюсти несут коричневатые полосы, чередующиеся со светло-серыми. На передних и задних конечностях поперечные полосы темно-коричневого цвета. Брюшная сторона серая с темно-коричневыми пятнышками разной величины; передние и задние конечности сероватые.

## Среда обитания и охрана
Raorchestes coonoorensis известна с плантации эвкалипта и соседних нарушенных лесов. Все особи собраны на листьях на высоте 1—1,5 м над землей во время дождя поздним вечером.
Они многочисленны и, кажется, способны переносить некоторые изменения среды обитания; вид может быть распространен более широко, чем известно в настоящее время. Таким образом, несмотря на ограниченный известный ареал, Raorchestes coonoorensis не считается находящейся под угрозой.